# Les Keufs
Les Keufs je francouzský hraný film z roku 1987, který režírovala Josiane Balasko podle vlastního scénáře. Snímek měl světovou premiéru dne 16. prosince 1987.

## Děj
Policejní inspektorka Mireille Molyneux je na stopě pasákům. Za spoluúčasti prostitutky Yasmine zatkne jejího pasáka Charlieho. Aby se pomstil Mireille, jiný pasák Jean-Pierre ji obviní z korupce. Následuje vyšetřování dvou policejní inspekce. Krátce poté je Charlie propuštěn kvůli nedostatku důkazů. Aby si udržel Yasmine, unese jejího syna a vyhrožuje jeho zabitím.

## Obsazení
| Josiane Balasko       | inspektorka Mireille Molyneux        |
| Isaach de Bankolé     | vyšetřující inspektor Blaise Lacroix |
| Jean-Pierre Léaud     | komisař Bouvreuil                    |
| Ticky Holgado         | vyšetřující inspektor Blondel        |
| Farida Khelfa         | Yasmine                              |
| Catherine Hiegel      | Dany                                 |
| Jean-Marie Marion     | Charlie                              |
| Patrick Pérez         | Jeannot                              |
| Florent Pagny         | Jean-Pierre                          |
| Dora Doll             | Madame Lou                           |
| Marie-France Garcia   | blondýna u Madame Lou                |
| Véronique Barrault    | černovláska u Madame Lou             |
| Jacques Delaporte     | inspektor zvaný MacDo                |
| Patrick Olivier       | inspektor Averell                    |
| Louba Guertchikoff    | Madame Ménard                        |
| Max Vialle            | ředitel soudní policie               |
| Jean-François Perrier | ředitel policejní inspekce           |
| Jean-Pierre Dravel    | tupec v pasáži                       |
| Philippe Dormoy       | majitel hotelu                       |
| Alex Descas           | „Bob Marley“                         |
| Marie Pillet          | Nadia                                |
| Fred Romano           | Lisa                                 |
| Roger Paschy          | majitel čínské restaurace            |
| Didier Pain           | policista                            |
| Thierry Desroses      | dealer                               |
| Marc Brunet           | fašista                              |

## Ocenění
- César: nominace v kategorii nejlepší herec ve vedlejší roli (Jean-Pierre Léaud)